# Графањана
Графањана (итал. Graffignana) је насеље у Италији у округу Лоди, региону Ломбардија.
Према процени из 2011. у насељу је живело 2402 становника. Насеље се налази на надморској висини од 69 м.

## Становништво
| 1936. | 1951. | 1961. | 1971. | 1981. | 1991. | 2001. | 2011. |
| ----- | ----- | ----- | ----- | ----- | ----- | ----- | ----- |
| 2.219 | 2.350 | 2.164 | 2.185 | 2.351 | 2.553 | 2.523 | 2.604 |